# Nekrolog 1479
Nekrolog
◄◄
| ◄
| 1475
| 1476
| 1477
| 1478
| 1479 | 1480 | 1481 | 1482 | 1483 | ► | ►►
Weitere Ereignisse | Allgemeiner Nekrolog 1479
Die Beschreibung der verstorbenen Person sollte so kurz wie möglich gehalten sein und nur deren signifikante Tätigkeit(en) enthalten.
Neue Namen ggf. auch unter dem Geburts- und Sterbedatum, also etwa unter 1. Januar und im Geburts- und Sterbejahr (2024) eintragen (nur bei entsprechender großer Wichtigkeit). Für Beispiele siehe die schon vorhandenen Artikel.
Außerdem über die fünf zuletzt Verstorbenen, zu denen es einen ausreichend guten Artikel für eine Präsentation auf der Hauptseite gibt, nach der todesbedingten Überarbeitung der Artikel ggf. auch unter Wikipedia Diskussion:Hauptseite informieren und sie am besten auch in den anderen Wikipedia-Sprachversionen eintragen. Tipp: Regelmäßig bei news.google.de nach „ist tot“, „gestorben“ oder „verstorben“ suchen.
Wenn eine Person gestorben ist, gibt es viele Seiten zu dieser Person in der Wikipedia, die davon auch betroffen sind und entsprechend aktualisiert werden müssen. Beispiele: Namenübersichtsseite, Geburtsjahr, Geburtsort-Seiten und viele mehr.
Wie finde ich die betroffenen Seiten?
Im Suchfeld auf der linken Seite gibt man den Suchbegriff so ein: „Vorname Nachname“. Dann klickt man auf Volltext und alle Seiten mit entsprechendem Suchtext werden aufgerufen. Hier sieht man dann schnell, wo auch das Todesjahr Sinn macht oder sogar ein Teil des Artikels angepasst werden muss. Auch hilft das „Werkzeug“ auf der linken Seite sehr gut, um solche Seiten aufzufinden: „Links auf diese Seite“. Somit ist die Wikipedia wieder aktuell in allen Bereichen! Hinweis: bei Eintragung der Kategorie „Gestorben JAHR“ wird der Missbrauchsfilter 49 ausgelöst, was jedoch nicht schlimm ist. Siehe: Spezial:Missbrauchsfilter/49
Dies ist eine Liste von im Jahr 1479 verstorbenen bekannten Persönlichkeiten. Die Einträge erfolgen innerhalb der einzelnen Daten alphabetisch sortiert. Tiere sind im Nekrolog für Tiere zu finden.

## Januar
| Tag        | Name       | Beruf, bekannt als         | Alter | Beleg |
| ---------- | ---------- | -------------------------- | ----- | ----- |
| 18. Januar | Ludwig IX. | Herzog von Bayern-Landshut | 61    |       |
| 19. Januar | Johann II. | König von Aragón           | 81    |       |

## Februar
| Tag         | Name            | Beruf, bekannt als                | Alter | Beleg |
| ----------- | --------------- | --------------------------------- | ----- | ----- |
| 12. Februar | Eleonore        | Königin von Navarra               | 54    |       |
| 20. Februar | Heinrich Moinch | Priester und Generalvikar in Köln |       |       |

## März
| Tag      | Name                | Beruf, bekannt als | Alter | Beleg |
| -------- | ------------------- | ------------------ | ----- | ----- |
| 1. März  | Heinrich Steinhöwel | deutscher Autor    |       |       |
| 27. März | Jorge Manrique      | spanischer Dichter |       |       |

## April
| Tag       | Name                    | Beruf, bekannt als                                  | Alter | Beleg |
| --------- | ----------------------- | --------------------------------------------------- | ----- | ----- |
| 2. April  | Berardo Eroli           | italienischer Kardinal                              |       |       |
| 12. April | Bernhard Darsow         | deutscher Ratsherr                                  |       |       |
| 13. April | Niklas von Wyle         | frühhumanistischer Schriftsteller und Übersetzer    |       |       |
| 17. April | Juan López de Salamanca | spanischer Theologe und Dominikaner                 |       |       |
| 21. April | Hans von Waltheim       | deutscher Patrizier aus Halle, Reisender und Pilger |       |       |

## Mai
| Tag     | Name                             | Beruf, bekannt als                                                                         | Alter | Beleg |
| ------- | -------------------------------- | ------------------------------------------------------------------------------------------ | ----- | ----- |
| 1. Mai  | Hans Schriber                    | Schweizer Landschreiber                                                                    |       |       |
| 25. Mai | Eberhard der Taube von Gemmingen | pfälzischer Vogt in Germersheim, begütert in Gemmingen, Stebbach, Ittlingen und andernorts |       |       |
| Mai     | Cosmas von Graben                | Burggraf von Sannegg, österreichischer Militär                                             |       |       |

## Juni
| Tag      | Name              | Beruf, bekannt als                                           | Alter | Beleg |
| -------- | ----------------- | ------------------------------------------------------------ | ----- | ----- |
| 11. Juni | Johannes González | Mönch, Mystiker und Heiliger der römisch-katholischen Kirche |       |       |

## Juli
| Tag      | Name                   | Beruf, bekannt als                                                                | Alter | Beleg |
| -------- | ---------------------- | --------------------------------------------------------------------------------- | ----- | ----- |
| 5. Juli  | Orso Orsini            | italienischer Condottiere                                                         |       |       |
| 12. Juli | Silvester Stodewescher | Erzbischof von Riga, Kaplan und Kanzler des Hochmeisters Konrad von Erlichshausen |       |       |
| 31. Juli | Petermann von Raron    | Freiherr, Herr zu Toggenburg und der letzte Vertreter der Freiherren von Raron    |       |       |

## August
| Tag       | Name                    | Beruf, bekannt als                                          | Alter | Beleg |
| --------- | ----------------------- | ----------------------------------------------------------- | ----- | ----- |
| 3. August | Giacopo Antonio Venier  | spanischer Kardinal                                         |       |       |
| 7. August | Wilhelm II. zu Castell  | deutscher Landesherr                                        |       |       |
| August    | Adrian I. von Bubenberg | Schultheiss der Stadt Bern und Held der Schlacht bei Murten |       |       |

## September
| Tag           | Name                         | Beruf, bekannt als                                            | Alter | Beleg |
| ------------- | ---------------------------- | ------------------------------------------------------------- | ----- | ----- |
| 2. September  | Ulrich von Nußdorf           | Bischof von Passau                                            |       |       |
| 9. September  | Pietro Balbi                 | italienischer Humanist                                        |       |       |
| 10. September | Jacopo Ammannati Piccolomini | Kardinal der katholischen Kirche                              | 57    |       |
| 23. September | Lucrezia d’Alagno            | Mätresse von König Alfons V. von Aragón                       |       |       |
| 30. September | Margarethe von Savoyen       | Königin von Sizilien, Pfalzgräfin und württembergische Gräfin |       |       |

## Oktober
| Tag         | Name                 | Beruf, bekannt als    | Alter | Beleg |
| ----------- | -------------------- | --------------------- | ----- | ----- |
| 14. Oktober | Margarete von Bayern | Markgräfin von Mantua | 37    |       |
| 23. Oktober | Taddea Michiel       | Dogaressa von Venedig |       |       |

## November
| Tag         | Name                             | Beruf, bekannt als   | Alter | Beleg |
| ----------- | -------------------------------- | -------------------- | ----- | ----- |
| 6. November | James Hamilton, 1. Lord Hamilton | schottischer Adliger |       |       |

## Dezember
| Tag          | Name                        | Beruf, bekannt als                   | Alter | Beleg |
| ------------ | --------------------------- | ------------------------------------ | ----- | ----- |
| 19. Dezember | Nicole                      | Gräfin von Penthièvre                |       |       |
| 29. Dezember | Bernardo Bandini Baroncelli | italienischer Bankier und Attentäter | 59    |       |

## Datum unbekannt
| Tag | Name                       | Beruf, bekannt als                                     | Alter | Beleg |
| --- | -------------------------- | ------------------------------------------------------ | ----- | ----- |
|     | William Alington           | englischer Ritter                                      |       |       |
|     | William Catesby            | englischer Ritter                                      |       |       |
|     | Antonello da Messina       | italienischer Maler                                    |       |       |
|     | Luciano Laurana            | italienischer Baumeister und Architekt der Renaissance |       |       |
|     | Petrus Mitte von Caprariis | französischer Präzeptor des Antoniter-Ordens           |       |       |
|     | Nikolaus IV. Peisser       | Abt des Klosters Waldsassen                            |       |       |
|     | Philipp I.                 | Graf von Katzenelnbogen                                |       |       |
|     | Hans Strigel der Jüngere   | spätgotischer Maler                                    |       |       |
|     | Wenzel                     | Herzog von Jägerndorf und Rybnik                       |       |       |